# Miquel Pons Bernareggi
Miquel Pons Bernareggi (Barcelona, 23 de febrer de 1868 - ??) fou un fotògraf català.
Era fill de Miquel Pons, fabricant barceloní, i de Cristina Bernareggi, que era filla d'un fabricant d'origen milanès. Pons Bernareggi, industrial i representant de cotó, fou un home del seu temps, al qual interessà extraordinàriament els avenços de la tècnica. Per aquesta raó i com podem observar en un ampli sector de la burgesia catalana, feu de la fotografia un mitjà per experimentar i alhora per a copsar el paisatge del seu país, Catalunya. Es formà d'una manera totalment autodidacta i com a fotògraf aficionat utilitzà la càmera fotogràfica per a documentar tots els llocs que visitava, anant més enllà de la fotografia de paisatges i excursionisme.
El seu fons personal es conserva a l'Arxiu Nacional de Catalunya. És un conjunt molt interessant de fotografia amateur. El fons original estava constituït per 1.068 plaques de les quals han arribat a l'ANC 776. Entre el seu material destaca la sèrie corresponent al viatge que realitzà a Rússia l'any 1900 però també tot un seguit de visites i excursions a poblacions catalanes així com a paisatges urbans de Barcelona.